# Paul Anton

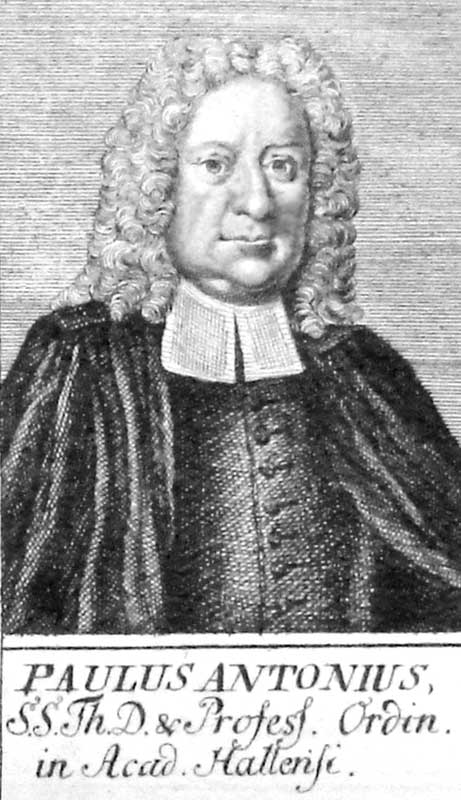
Paul Anton

Paul Anton (latinisiert Paulus Antonius; * 12. Februar 1661 in Hirschfelde, Oberlausitz; † 19. Oktober 1730 in Halle (Saale)) war ein deutscher evangelischer Theologe.

## Leben
Der Sohn des Kaufmanns Johann Anton und dessen Frau Elisabeth (geborene Schwartzbach) besuchte die Schule in Türchau und nach dem Umzug seiner Eltern 1678 das Gymnasium in Zittau. Dort erwarb er die Hochschulreife. Am 10. Mai 1680 immatrikulierte er sich an der Universität Leipzig und studierte Evangelische Theologie. Bald verließ er Leipzig mit einem Kommilitonen und reiste mit diesem nach Kaltenwestheim, später nach Darmstadt, Gießen, Marburg und Frankfurt am Main. An letzterem Orte lernte Anton 1681 Philipp Jakob Spener kennen, der ihn tief beeindruckte. Am 2. Juli 1681 kehrte er nach Leipzig zurück, setzte sein Studium fort und beschäftigte sich nebenher mit Speners Schriften.
Am 16. Januar 1682 erwarb Anton sich den akademischen Grad eines Magisters, wurde Hauslehrer bei Otto Mencke, habilitierte sich 1683 mit der Disputation pro loco an der Leipziger Universität und fand am Ende des Jahres Aufnahme in das Fürstenkollegium. 1686 gründete er gemeinsam mit August Hermann Francke das Collegium philobiblicum, das als Keimzelle des Leipziger Pietismus gilt. Am 14. April 1687 wurde er zum Hofprediger des späteren sächsischen Kurfürsten August der Starke ordiniert und begleitete diesen nach Frankreich, Spanien, Portugal und Italien. Nach der Rückkehr am 18. April 1689 in Dresden wurde ihm eine Stelle als Superintendent in Rochlitz übertragen.
Da der Witwe seines Amtsvorgängers jedoch noch das Gnadenjahr zustand, und sein Vater zwischenzeitlich verstorben war, begab sich Anton zunächst nach Zittau. Von dort ging er wieder nach Leipzig, hielt Vorlesungen und nahm auf Wunsch des sächsischen Hofes in Leipzig den akademischen Grad eines Lizenziaten an. Am 6. November 1689 trat er in Rochlitz sein Amt an und heiratete am 19. November 1689 in Leipzig Johanna Elisabeth, die älteste Tochter des Leipziger Theologieprofessors Johann Olearius. Die Ehe blieb kinderlos. 1693 ging er als Hofprediger und Kirchenrat von Johann Georg von Sachsen nach Eisenach.
In der Gründungsphase der Universität Halle geriet Anton, unterstützt durch Spener, in den Blickpunkt bei der Besetzungsfrage einer theologischen Professur an der Universität. Nachdem man sich auf Anton geeinigt hatte, trat dieser am 13. Oktober 1695 in der Theologischen Fakultät sein Amt als Professor für Exegese, Polemik und praktische Theologie sowie zugleich als Konsistorialrat in Halle an. 1698 zum Doktor der Theologie promoviert, beteiligte er sich 1709 als Inspektor an den Kirchenvisitationen des Saalkreises, wurde im selben Jahr zum königlich-preußischen Konsistorialrat im Herzogtum Magdeburg ernannt, war 1702 sowie 1713 Prorektor der Hallenser Hochschule und 1706 hallischer Abgesandter beim Universitätsjubiläum in Frankfurt (Oder). Sein Leichnam wurde am 24. Oktober 1730 auf dem St.-Georgen-Kirchhof in Glaucha beigesetzt.
Anton versuchte als Hallenser Theologe, den Zusammenhang zur lutherischen Orthodoxie zu wahren. So hielt er in seinen kontroverstheologischen Vorlesungen am lutherischen Bekenntnis fest, achtete aber auch die religiösen Einwürfe seiner Kollegen. So erwarb er sich bei Valentin Ernst Löscher als redlichster hallischer Theologe Ansehen.

## Werkauswahl
1. Diss. de philosophia epictetica. Leipzig 1681
2. Diss. de circumcisione gentilum. Leipzig 1681
3. Diss. de bonitate circuli apodictici. Leipzig 1683
4. Diss. de republica mixta. Leipzig 1684
5. Diss. de scris gentilium processibus. Leipzig 1684
6. Diss. de fundamento artis oratioriae in logica. Leipzig 1684
7. Diss. de philosophismis sen dictionibus philosophicis N.T. Leipzig 1686
8. Diss. de autoritate ecclesiae, qua mater est. Leipzig 1690
9. Ausführlicher Bericht an Johann Georgen, Herzogen zu Sachsen ... wegen der jüngst angebrachten Scripti Anonymi. Ausführliche Beschreibung des Unfugs, welchen die Pietisten in Halberstadt gestiftet. Bielcke, Jena 1694. (Digitalisat)
10. Diss. de insigni harmonia fidei, quae justificat, et fidei, quatenus justificat. Halle 1696
11. Diss. de Patemo Lutheri, cum notis theologicis. Halle 1700
12. Diss. de conversione Samaritanorum. Halle 1696
13. Diss. de qualitate fundamentorum, ex quibus Pontificii ipsis Princibus persuadere vulgo nituntur professionem fidei Tridentinae. Halle 1698
14. Diss. de vera et falsa doctrina recte dignuscenda. Halle 1699
15. De discrimine praxeos philosophicae & theologicae, adeoque de discrimine virtutum moralium & spiritualium. Halle 1700. (Digitalisat in der Digitalen Bibliothek Mecklenburg-Vorpommern)
16. Diss. de libertate christiana. Halle 1706
17. Diss. Spicilegium historico ecclesiasticum ex praefatione Lutheri in Libros V. T. Halle 1709
18. Diss. De homothymia fidelium dissertatio theologica. Henckel, Halle/Magdeburg 1712. (Digitalisat)
19. Gedächtniss Predigt auf Prof. Franken. 1727
20. Ausführlicher Bericht gegen die Beschreibung des Unfugs der Pietisten. Jena 1694
21. Sendschreiben an einen Sächsischen Theologum Die Materie von dem wahren lebendigen thätigen Glauben betreffend; und wie gefährlich solche uhralte Evangelische Lehre von einigen angegriffen werde/ als nahmentlich von D. Neumann P. P. in Wittenberg (bey einer solennen- und Inaugural-Disputation de Iustificatione) von D. Schelwig (so wohl in seinen vorigen Schrifften/ als nun zu letzt in der von Ihm betitulirten Safft- und Krafftlosen Abfertigung) : Sampt einigen Anmerckungen über jüngste Erörterung der Frage von falschen Propheten/ Nunmehro in öffentlichen Druck ... übergeben (1699)  Halle 1699. (Digitalisat)
22. Vermahnung an die Beichtkinder. Halle, um 1700.[1]
23. Collegium Anti-theticum. Waisenhaus, Halle 1732. (Digitalisat)
24. Evangelisches Hausgespräch von der Erlösung. heinichen, Leipzig 1693, Halle 1723. (Digitalisat der Ausg. 1793)
25. Commentatio Theologica De Analogia Fidei. Halle 1724. (Digitalisat in der Digitalen Bibliothek Mecklenburg-Vorpommern)
26. Concilii Tridentini adeoque et pontificiorum doctrina publica cum notis. 1697
27. Elementa homiletica. Zeitler, Halle/Magdeburg 1700. (Digitalisat der Ausg. 1707)
28. Ein Gesangbuch. Halle 1700[2]
29. Harmonische Erklarung der Heiligen vier Evangelisten, mit vielen Anmerckungen erläutert nebst vollständigen Registern. Halle 1737.[3]
30. Ausfuehrlichere exegetische und ascetische Abhandlung der letzten Reden des sterbenden Jesu. Waisenhaus, Halle 1735. (Digitalisat)